# Ас (фільм)

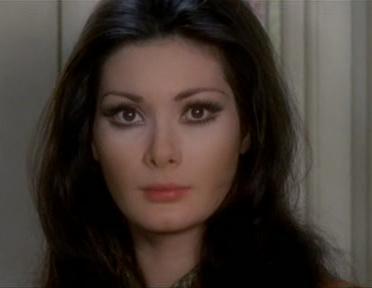
Італійсько-французька акторка Едвіж Фенек, виконавиця ролі дружини Аса — Сільвії

«Ас» (італ. Asso) — італійська комедія творчого дуету Кастеллано і Піполо. Фільм вийшов 16 квітня 1981 року, в головних ролях — Адріано Челентано і Едвіж Фенек.

## Сюжет
Професійний картковий шулер по кличці Ас (Адріано Челентано) напередодні весілля оголошує про своє рішення зав'язати. Але несподівано виявляється втягнутим в велику гру з «Марсельцем». Молода дружина, Сільвія (Едвіж Фенек), відпускає його на цю гру. Відчайдушно блефуючи, він зриває банк, але гра продовжується. На нього починається полювання і його вбиває найманий вбивця, після чого Ас перетворюється на привида, якого не може бачити ніхто, крім його дружини. Здобувши таким трагічним чином нові можливості, він намагається прилаштувати свою вдову і помститися.

## В ролях
- Адріано Челентано — Ас;
- Едвіж Фенек — Сільвія, дружина Аса;
- Ренато Сальваторі — Бретелло, хазяїн бару;
- Піпо Сантонастазо — банкір Луїджі Морган;
- Раффаеле Ді Сіпіо — епізод
- Сільва Кошина — Енрікетта.

## Знімальна група
- Режисери — Кастеллано і Піполо;
- Сценаристи — Кастеллано і Піполо;
- Продюсер — Маріо Чеккі Горі, Вітторіо Чеккі Горі;
- Оператор — Даніло Дезідері;
- Композитор — Детто Маріано.

## Оцінки
| Ліві лапки | «Не можна повторюватися дуже часто. Те, що ще вчора здавалося незвичайним і оригінальним, сьогодні може виглядати нав'язливим. Мабуть, пам'ятаючи про це, Кастеллано і Піполо придумали в „Тузі“ (ще до американського „Привида“) нетривіальний сценарний хід. Героя А. Челентано, карткового шулера, вже на самому початку картини вбивають. І надалі на екрані діє вже його привид, який бачить лише його молоденька вдовиця; зі звичайною для свого іміджу дражливою сексапільністю її зіграла італійська зірка угорського походження Едвіж Фенек» — російський кінокритик Олександр Федоров | Праві лапки |

## Цікаві факти
- На початку фільму герой Челентано роз'їжджає на мотоциклі «Дніпро».
- У сцені карткової гри Адріано Челентано, за власним задумом, навмисно копіює знаменитого в Італії героя Раджа Капура з фільму «Пан 420» (1955). Радж Капур, за визнанням Челентано, з дитинства є його улюбленим актором, і саме цю сцену він мріяв включити у фільм.
- У фінальній сцені герой Челентано каже, що у нього «покер святих», хоча його комбінація відповідає фул-хаусу, у його суперника при цьому комбінація відповідає каре, хоча він теж називає її «покером».
- Фільм «Ас» став сьомою роботою Челентано з творчим дуетом Кастеллано і Піполо.